# Ольдой (река)
Ольдо́й (в верховье Большой Ольдой) — река в Амурской области России, левый приток Амура. Длина реки — 287 км, площадь водосборного бассейна — 9970 км².

## Течение

Бассейн Амура

Протекает по территории Тындинского и Сковородинского районов. Исток — на южных склонах хребта Чернышёва. В верховьях долина узкая, с болотами и старицами, склоны крутые. Ниже устья Малого Ольдоя реку пересекает Забайкальская железная дорога, долина расширяется, появляются озёра, протоки и отмели. Русло извилистое, течение медленное, возрастающее к устью. Впадает в Амур тремя рукавами.

## Притоки (км от устья)
- 97 км: река Большой Мадалан (пр)
- 99 км: река Малый Ольдой (лв)
- 161 км: река Хайкта (пр)

## Этимология названия
Как пишет русский учёный и путешественник А. Ф. Миддендорф, в XIX веке река называлась Олдо. Название с эвенкийского: «олдо», «олло» — рыба, рыбная река.

## Данные водного реестра
По данным государственного водного реестра России относится к Амурскому бассейновому округу, речной бассейн реки Амур, речной подбассейн реки — Амур от слияния Шилки и Аргуни до впадения Зеи (российская часть бассейна), водохозяйственный участок реки — Амур от истока до впадения р. Зея.
Код объекта в государственном водном реестре — 20030300112118100020034.